# Крученозубка українська
Крученозубка українська (Tortula ucrainica) — вид мохів порядку потіальних (Pottiales).

## Поширення
Батьківщиною є Україна.